# Герб Верби (Дубенський район)
Герб Верби — офіційний символ села Верба, Дубенського району Рівненської області, затверджений 22 вересня 2000 р. рішенням сесії Вербської сільської ради. Герб є промовистим.
Автори — А. Гречило та Ю. Терлецький.

## Опис герба
У золотому полі на зеленій основі вербове дерево з чорним стовбуром і гілками та зеленим листям.

## Значення символів
Зображення верби є номінальним символом і вказує на назву поселення.
Щит увінчано червоною міською короною, що вказує на село, яке давніше було містечком.